# Liste der Monuments historiques in Pierre-Morains
Die Liste der Monuments historiques in Pierre-Morains führt die Monuments historiques in der französischen Gemeinde Pierre-Morains auf.

## Liste der Immobilien
| Bezeichnung                   | Beschreibung            | Standort               | Kennzeichnung | Schutzstatus | Datum | Bild           |
| ----------------------------- | ----------------------- | ---------------------- | ------------- | ------------ | ----- | -------------- |
| Kirche St-Ruffin-et-St-Valère | aus dem 12. Jahrhundert | Rue de l’Église (Lage) | PA00078762    | Classé       | 1915  | weitere Bilder |